# Чулешти (Бихор)
Чулешти (рум. Ciulești) насеље је у Румунији у округу Бихор у општини Спинуш. Oпштина се налази на надморској висини од 123 m.

## Становништво
Према подацима из 2002. године у насељу је живело 210 становника, од којих су сви румунске националности.